# مالدیو
مالدیو، (به دیوهی: ދިވެހިރާއްޖެ) با نام رسمی جمهوری مالدیو کشوری جزیره‌ای است در اقیانوس هند واقع در در جنوب غربی هند. پایتخت آن ماله است. جمعیت این کشور حدود ۵۳۹٬۰۰۰ نفر و واحد پول آن روفیه مالدیو است. زبان رسمی این کشور دیوِهی نام دارد که زبانی هندواروپایی است و همانندی‌هایی با زبان سینهالی قدیم دارد.
مردم آن از قوم مالِدیوی هستند که تبار اصلی شان هندوآریایی است و به مردم سری‌لانکا (قوم آریایی سینهالی) و هند (آمیخته آریایی و دراویدی) می‌رسد و رگه‌هایی از اعراب نیز در میان آن‌ها وجود دارد. هم زبان و هم مردم آن با نام دیوِهی نامیده می‌شوند که واژه دیبـَجات و دیباجات که در فارسی و عربی در قدیم برای مالدیو به کار می‌رفت نیز شکلی از همین واژه دیوهی است.
دین رسمی این کشور اسلام است و پیروی از دیگر ادیان در ملأ عام ممنوع و قابل پیگرد قانونی است.
مالدیو در سال ۱۹۶۵ از امپراتوری بریتانیا مستقل شد. مالدیو هم از نظر جمعیت و هم مساحت کوچک‌ترین کشور قاره آسیا است. زمین‌های این کشور به‌طور میانگین ۱٫۵ متر از سطح دریا ارتفاع دارند و بنابراین کم‌ارتفاع‌ترین کشور جهان به‌شمار می‌آید. بلندترین نقطه این کشور تنها ۲٫۴ متر ارتفاع دارد. ماله، پایتخت مالدیو ۱۰۴ هزار نفر جمعیت دارد و به‌طور سنتی محل اقامت شاه و تاج‌گذاری‌ها بود.
جزایر مالدیو از مکان‌های جذاب برای غواصان است و ایستگاه‌های غواصی زیادی در این جزایر وجود دارد.

## تاریخ

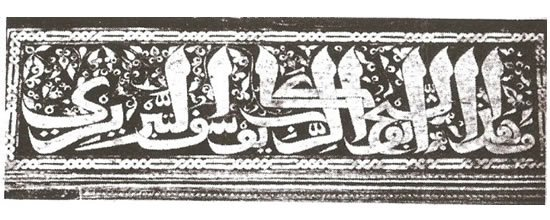
نام یوسف تبریزی بر کاشی‌کاری مسجد آدینه ماله.

بنا بر روایات تاریخی مالدیو، یک روحانی ایرانی به نام یوسف تبریزی مردم مالدیو را مسلمان کرده‌است؛ و در سفرنامه ابن بطوطه آمده‌است که شخصی به نام ابوالبرکات بربری که از مغرب (مراکش) به آن محل رسیده بود آن‌ها را به دین اسلام دعوت نمود که خود پیرو مذهب مالکی نیز بود و آن‌ها دین اسلام را پذیرفتند.
دریانوردان قدیم ایران و عرب آن را دیباجات و دیبجات می‌گفتند و به همین شکل در نقشه‌های کهن ضبط شده‌است. سال‌های سال بازرگانان پارسی و عرب سر راه دریانوردی به شرق دور در بندرهای مالدیو پهلو می‌گرفتند. اولین اشاره‌شان به مالدیو که دیباجاتش می‌نامیدند از سده دو میلادی است. دیباجات را جزایر پول هم می‌گفتند زیرا مقادیر کلانی از صدف نرم‌تن دریائی کوری (به انگلیسی: cowry) که خرمهره نامیده و در قدیم چون پول بین‌المللی کار می‌گرفتند از آنجا بدست می‌آوردند. امروزه صدف کوری نماد نهاد چاپ پول مالدیو است. به احتمال فراوان در روزگار قدیم این سرزمین را که موج دریا پول به سواحلش می‌ریخت، جادوئی می‌شمردند.

## جغرافیا

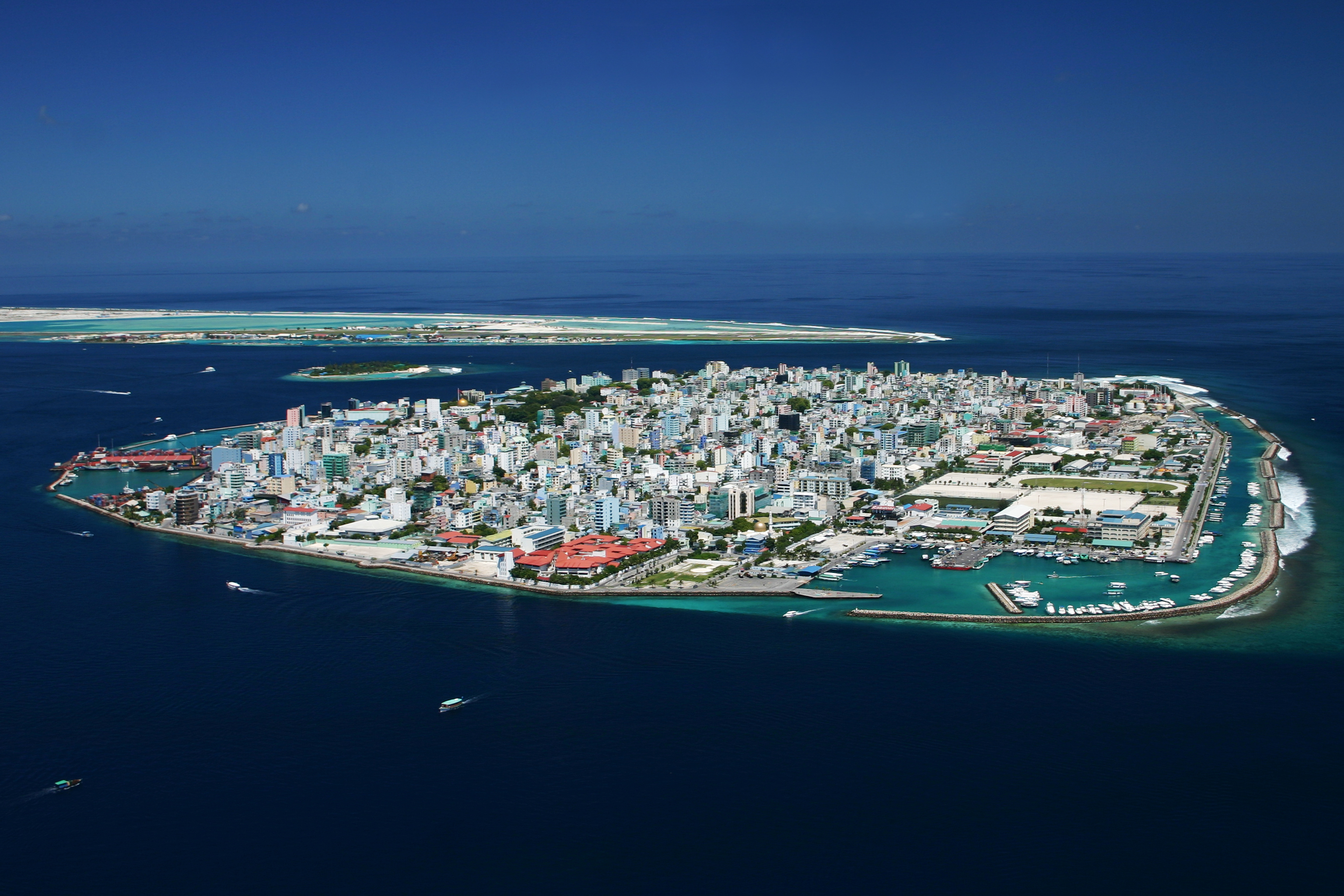
نمایی از ماله، پایتخت مالدیو.

مجمع‌الجزایر مالدیو بر روی فلات زیرآبی چاگوس-لاکادیو قرار گرفته و به همراه جزایر چاگوس و لکشدویپ یک زیست‌بوم خاکی را تشکیل می‌دهد.
مجمع‌الجزایر مالدیو در جنوب غربی کرانه‌های هندوستان قرار گرفته و کوتاه‌ترین فاصلهٔ آن تا کرانه‌های هند، ۶۰۰ کیلومتر است. مالدیو تپه‌ماهور و رودخانه‌ای ندارد.
جمهوری مالدیو مجمع‌الجزایری متشکل از ۱۱۹۲ جزیره مرجانی است که در ۲۶ گروه آب‌سنگی گروه‌بندی می‌شوند. این جزایر در پهنه‌ای آبی در حدود ۹۰ هزار کیلومتر مربع پراکنده‌اند اما کل مساحت خشکی آن‌ها فقط ۲۹۸ کیلومتر مربع است. بزرگ‌ترین جزیره ۵ کیلومتر مربع مساحت دارد و در مالدیو تنها ۹ جزیره با مساحتی بیش از ۲ کیلومتر مربع وجود دارد. ۲۰۰ عدد از جزیره‌ها مسکونی هستند و ۸۸ جزیره دیگر دارای اقامتگاه‌های گردشگری هستند.
پایتخت کشور ماله نام دارد و در کناره جنوبی آبسنگ ماله شمالی قرار گرفته که جزئی از آبسنگ کافو به‌شمار می‌آید.
ماله پایتخت و بزرگ‌ترین شهر و مرکز تجاری کشور مالدیو به‌شمار می‌رود که دارای مرز آبی با کشور سری‌لانکا است و فرودگاه مجهز و مدرنی دارد. نام ماله از کلمه «ماهالای» گرفته شده که در زبان سانسکریت به معنای «خانه بزرگ» است و به‌طور کلی در این زبان این کلمه اشاره به قصر پادشاه دارد. این شهر، مرکز همه فعالیت‌های تجاری مالدیو است که از چهار بخش: هنویرو، گالولهو، مافانو و ماچانگولی. تشکیل شده‌است. مسجد جامع، موزه ملی، مقر مولی آگ، مسجد قدیمی و بازار ماهی از نقاط دیدنی شهر ماله می‌باشند.
دمای هوای مالدیو تحت تأثیر اقیانوس هند در تمام مدت سال بین ۲۴ تا ۳۳ درجه سانتی‌گراد متغیر می‌باشد. علی‌رغم وجود هوای شرجی نسبتاً بالا، نسیم دریایی مداوم خنک باعث جابجا شدن هوا و تعدیل گرما می‌شود. فصول عمده این کشور را دو فصل خشک و بارانی تشکیل می‌دهند که فصل بارانی از اواخر آوریل تا اواخر اکتبر با باد و طوفان همراه می‌باشد.

## تقسیمات کشوری

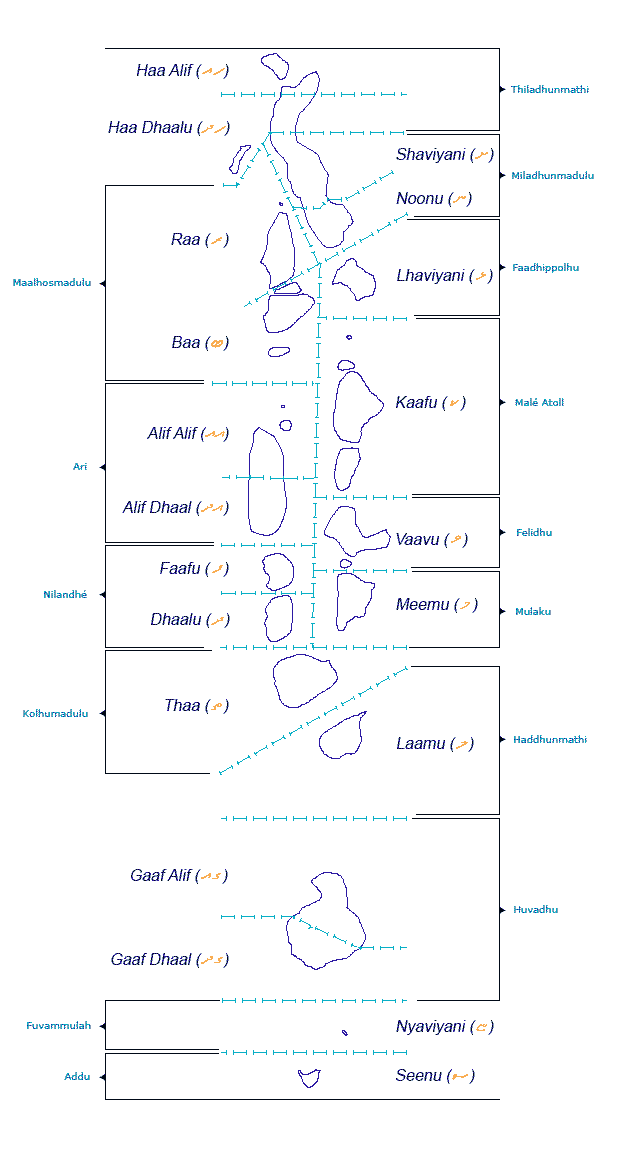
آب‌سنگ‌ها و تقسیمات در مالدیو.

مالدیو هفت استان دارد به شرح زیر (ماله، پایتخت، واحد تقسیماتی جداگانه‌ای به‌شمار می‌آید):
1. استان ماتی اوتورو: شامل آب‌سنگ‌ها الیف، آب‌سنگ‌ها دالو و آب‌سنگ شاویانی.
2. استان اوتورو: شامل آب‌سنگ نونو، آب‌سنگ را، آب‌سنگ با و آب‌سنگ لاویانی.
3. استان مدو اوتورو: شامل آب‌سنگ کافو، آب‌سنگ الیفو الیفو، آب‌سنگ الیفو دالو و آب‌سنگ واوو.
4. استان مدو: شامل آب‌سنگ میمو، آب‌سنگ فافو و آب‌سنگ دالو.
5. استان مدو دکونو: شامل آب‌سنگ تا و آب‌سنگ لامو.
6. استان ماتی دکونو: شامل آب‌سنگ گافو الیفو و آب‌سنگ گافو دالو.
7. استان دکونو: شامل آب‌سنگ گناویانی و شهر آدو.

## سیاست
نظام حکومتی مالدیو جمهوری است. این کشور عضو اتحادیه کشورهای همسود می‌باشد.
این کشور در ۲۹ اردیبهشت ۱۳۹۵، کلیه روابط خود را با ایران قطع کرد و اتهامات دولت سعودی را علیه ایران تکرار کرد اما پس از مدتی دوباره خواهان روابط با ایران شد.
مجمع‌الجزایر مالدیو پس از چند دهه حکومت غیر دموکراتیک، در سال ۲۰۰۸ شاهد اولین انتخابات آزاد بود که در آن آقای نشید به ریاست جمهوری رسید، اما دولت او چندی بعد در اثر کودتای نظامی سقوط کرد.
عبدالله یمین رهبر حزب ˈپیشروˈ، از ۱۷ نوامبر ۲۰۱۳ ششمین رئیس‌جمهوری منتخب مالدیو است. محمد نشید، رئیس‌جمهوری پیشین مالدیو، رقیب اصلی او در انتخابات بود.
عبدالله یمین که برادر ناتنی مأمون عبدالقیوم، رئیس‌جمهور مستبد پیشین مالدیو است، بر پیروی از محافظه‌کاری مذهبی، تأکید کرده‌است.
ملی کردن سرمایه‌گذاری‌های عظیم خارجی، نگرانی‌ها دربارهٔ نقض حقوق بشر از جمله شلاق زدن دختران نابالغی که مورد تجاوز جنسی قرار گرفته‌اند، به اتهام روابط جنسی خارج از ازدواج و بدرفتاری گسترده با کارگران مهاجری که یک سوم جمعیت کشور را تشکیل می‌دهند، از جمله انتقادات بین‌المللی به حکومت مالدیو است. ولی عربستان سعودی که کمک‌های نقدی‌اش صرف پرداخت حقوق تعداد زیاد کارمندان دولت مالدیو می‌شود، انتقادی از این وضعیت نمی‌کند. دولت آقای یمین، قوانینی را که به پیروان سایر مذاهب اجازه انجام فرایض دینی شان را می‌دهد، انعطاف ناپذیرتر کرده و ممنوع کردن ورود مواد غذایی حلال را مد نظر قرار داده‌است. این امر نگرانی‌هایی از نفوذ عربستان سعودی در مالدیو و به تبع آن تندروی اسلامی در این کشور را برانگیخته است.

### نشید و انتخابات

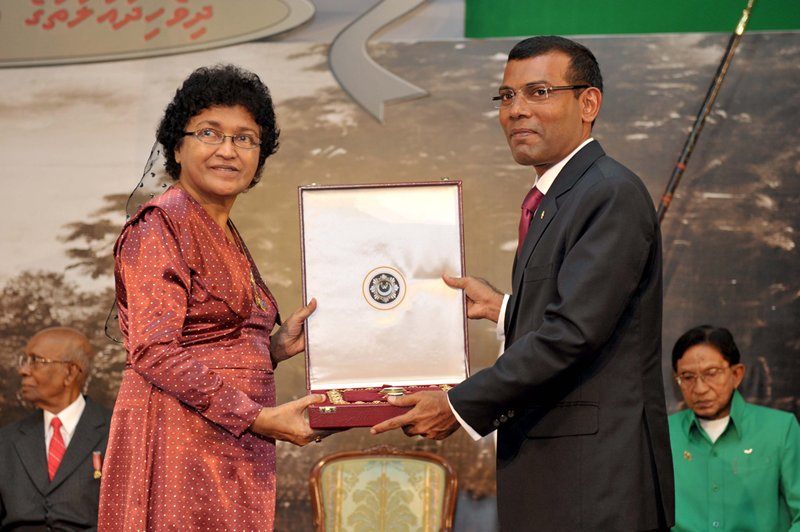
محمد نشید چهارمین رئیس‌جمهور مالدیو و نسیم محمد بانوی نخست کشور

محمد نشید که از فعالان باسابقه حقوق بشر است، در سال ۲۰۰۸ در اولین انتخابات آزاد مالدیو به قدرت رسید اما در سال ۲۰۱۲ در پی اعتراضات خشونت‌بار و شورش افسران ارشد پلیس از مقامش استعفا کرد. آقای نشید پس از کناره‌گیری از ریاست‌جمهوری، سمتش را به معاونش تحویل داد. او در آن زمان گفت که تهدید شده بود اگر از قدرت کنار نرود، نظامیان و نیروهای پلیس دست به خشونت خواهند زد.
اتهاماتی که علیه رئیس‌جمهور سابق مالدیو مطرح شده‌است، به ماه ژانویه ۲۰۱۲ مربوط می‌شود. گفته شده‌است که او در آن زمان به‌طور غیرقانونی دستور بازداشت یک قاضی را که به فساد متهم شده بود، صادر کرده‌است.
نشید در انتخابات هفتم سپتامبر ۲۰۱۳ به پیروزی رسید، اما دیوان عالی نتیجه انتخابات را به دلیل تخلف باطل اعلام کرد و برگزاری مجدد انتخابات به ۱۹ اکتبر موکول شد که دادگاه‌ها و پلیس مانع برگزاری آن شدند و نامزدها در نهایت در برابر فشار کشورهای خارجی از جمله آمریکا، انگلیس و کانادا تسلیم شده و موافقت خود را برای برگزاری انتخابات اعلام کردند. نشید در نوامبر ۲۰۱۳ یک سخنرانی ضمن پذیرش شکست خود در انتخابات جدید ریاست جمهوری این کشور با اشاره به اینکه حزب دموکراتیک در پی خشونت نیست، خواستار تبدیل این حزب به یک حزب مخالف وفادار به کشور و تمرکز بر پیروزی در انتخابات پارلمانی شد.

## اقتصاد

نقشه‌درختی از مهم‌ترین صادرات مالدیو

اقتصاد مالدیو بر پایهٔ کشاورزی، ماهیگیری و گردشگری استوار است. در مالدیو، نارگیل، ذرت، ارزن، سیب‌زمینی شیرین و میوه‌جات به عمل می‌آید. در این کشور صنعت کشتی‌سازی رونق دارد و مردم آن به صنایع‌دستی علاقه‌مندند. از مالدیو، ماهی، گوشت، صنایع‌دستی و نارگیل صادر می‌شود.
صنعت گردشگری مهم‌ترین منبع درآمد مالدیو است. شیلات، دومین صنعت مهم مالدیو است که بیست درصد نیروی کار این کشور را جذب کرده‌است. پس از این که اتحادیه اروپا معافیت گمرکی واردات ماهی از مالدیو را لغو کرد، این کشور در صدد یافتن بازارهای جدید برآمد.
یک مقام صندوق بین‌المللی پول که اخیراً به مالدیو رفته بود پیشنهاد کرد با توجه به کسری بودجه فاحش مالدیو، مالیات صنعت گردشگری کشور افزایش یابد.

## گردشگری

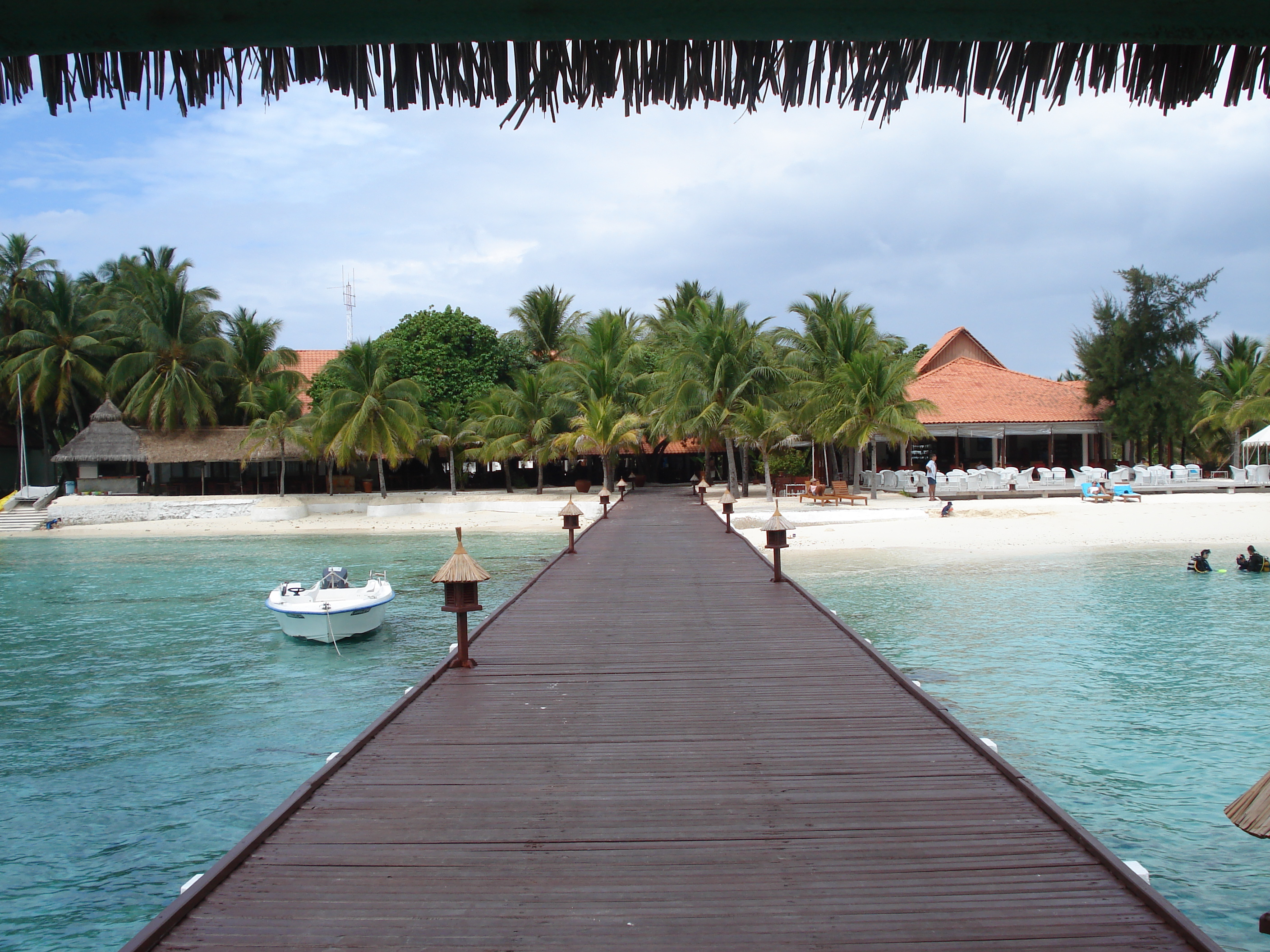
جاذبه‌های گردشگری در مالدیو.

صنعت گردشگری مهم‌ترین منبع درآمد مالدیو است و برخی از جزایر مالدیو برای گردشگری اختصاص یافته‌اند. در این جزایر هتل‌هایی برای اقامت گردشگران ساخته شده که بیشتر کارمندان آن از مهاجران کشورهای همسایه هستند. گردشگران مستقیماًّ از فرودگاه بین‌المللی ماله به این جزایر می‌آیند. مردم عادی مالدیو، ارتباط چندانی با گردشگران خارجی ندارند.
کارشناسان اقتصادی مالدیو تخمین زده‌اند که ۷۰ درصد اقتصاد و ۹۰ درصد ارز خارجی کشور را به‌طور غیر مستقیم گردشگران خارجی تأمین می‌کنند. سال ۲۰۱۳ میلادی یک میلیون و دویست هزار جهانگرد از مالدیو که جمعیتش تنها ۳۳۰ هزار نفر است، دیدن کردند.
اگر چه محل‌های گران‌قیمت گردشگری مالدیو در مالکیت شرکت‌های بین الملی از جمله آمریکایی و فرانسوی است یا توسط آن‌ها اداره می‌شود، این کشور چین است که تعداد گردشگرانش در مالدیو روز به روز افزایش می‌یابد. در سال ۲۰۱۳ در مقایسه با سال ۲۰۱۲ شمار گردشگران چینی در مالدیو ۴۴ درصد افزایش داشت.
در فروردین‌ماه ۹۳ سلمان بن عبدالعزیز آل سعود، پادشاه عربستان سعودی برای تقریباً یک ماه سه جزیره مالدیو را برای مقاصد تفریحی رزرو کرد.
بازدید کنندگان از مالدیو بدون در نظر گرفتن ملیت خود، نیازی به درخواست ویزای قبل از ورود ندارند؛ مشروط بر اینکه دارای گذرنامه معتبر (با حداقل ۶ ماه اعتبار)، تاییدیه رزرو اقامتگاه، اثبات خروج از کشور در مدت زمان یک ماه از ورود و پول کافی برای خودکفایی برای مدت اقامت در کشور باشند.

## مردم

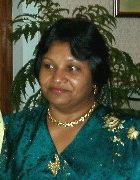
الهام حسین مدافع سلامت اهل مالدیو

### نژاد
مردم مالدیو، آمیزه‌ای از نژادهای سینهالی، دراویدی، آفریقایی و عرب هستند.

### زبان
زبان رسمی مالدیو، زبان دیوهی است که زبانی از خانواده هندوآریایی بوده و با زبان سینهالی (زبان رسمی سری لانکا) هم‌خانواده‌است.
بیشینهٔ مطلق (صد در صد) مردم بومی مالدیو مسلمان سنی هستند و اسلام دین رسمی این کشور است. پیشینهٔ اسلام در مالدیو به سدهٔ دوازدهم میلادی بازمی‌گردد، هنگامی که دریانوردان مسلمان به این سرزمین آمده‌اند. پیش‌تر، ساکنان مالدیو پیرو آیین بودا بوده‌اند.

### فرهنگ
فرهنگ مالدیو به شدت تحت تأثیر فرهنگ کشورهای همسایه خود یعنی سریلانکا و هند جنوبی می‌باشد. از میانه‌های سده دوازدهم با تغییر دین مردم این کشور از بودایی به اسلام شاهد تأثیر اسلام، فرهنگ عربی و همچنین فرقه‌های تصوف بر فرهنگ و میراث این کشور بوده‌ایم.
معابد سنگی، حصیربافی، مجسمه‌های چوبی، خطاطی و ساخت قایق از چوب نارگیل از تولیدات فرهنگی این کشور است. فوتبال، کریکت، بای بالا (بازی محلی) و والیبال ساحلی عمده ورزش‌های محبوب در مالدیو می‌باشند.
محوریت غذا در مالدیو روی ماهی (به‌خصوص ماهی تن) می‌باشد و متأثر از ذائقه غذایی سریلانکا و هند جنوبی قرار دارد. خوراک‌ها عمدتاً گرم، تند و با ادویه‌جات مختلف به‌خصوص نارگیل بوده و نوع سنتی آن شامل برنج، ماهی پاک کرده، لیمو ترش، چیلی و پیاز است.

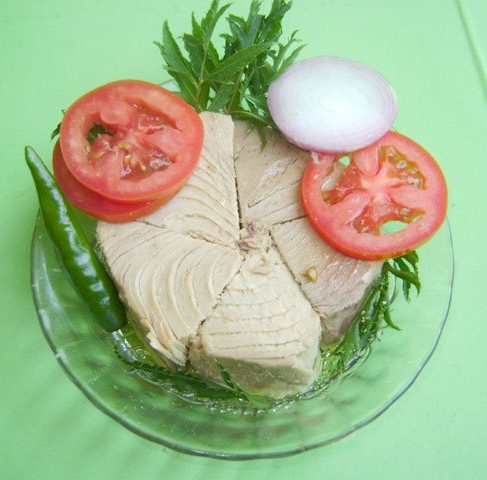
ماهی تن از پایه‌های اصلی در بسیاری از خوراک‌های مالدیوی است.

برخی از غذاهای محلی مالدیو:
گارودیا: یک غذای سنتی شامل برنج و ماهی است که همراه فلفل تند و پیاز سرو می‌شود
ماس هونی: یک وعده غذایی برای صبحانه، شامل ماهی دودی و نارگیل رنده شده
فیهونو ماس: ماهی با فلفل قرمز
هدیکا: یک میان‌وعده که از ماهی درست شده و در روغن سرخ شده که در بیشتر رستوران‌ها یافت می‌شود
باجیا: یک شیرینی شامل ماهی، نارگیل و پیاز
گولها: شیرینی‌های توپی شکل از ماهی دودی
کیمیا: ماهی سرخ شده رولتی
کولهی بورکیبا: کیک ماهی ادویه دار
تلولی ماس: ماهی سرخ شده با فلفل قرمز و سیر
جمعیت مالدیو مسلمان سنی و پایبند هستند و مصرف الکل برای مردم محلی منع قانونی دارد؛ اما کشتی‌های تفریحی مجاز به سرو الکل هستند و خارجی‌ها نیز می‌توانند در ماله الکل را خریداری کنند. اکثر مالدیوی‌ها الکل نمی‌نوشند، اما ممکن است بعضی از جوانترها بنوشند.
آب مراکز اقامتی به صورت لوله‌کشی است و غیرقابل نوشیدنی.

## پدیده گرم شدن زمین و مالدیو
زمانی که نخست‌وزیر مالدیو به هیئت دولت خویش دستور داد تا غواصی یاد بگیرند محافل خبری این خبر را به صورت طنز گونه منتشر کردند. حتی برخی گمان کردند که محمد ناشید در پی افزایش جاذبه‌های توریستی کشورش است ولی در اصل غرق شدن مالدیو در آب‌های اقیانوس بر اثر گرم شدن زمین واقعیتی بود که محمد ناشید و هیئت دولتش سعی داشت تا به وسیله جلسه نا متعارفشان به جهانیان گوشزد کنند. پدیده بالا آمدن سطح آب اقیانوس‌ها حدوداً با یک سوم جمعیت جهان به‌طور مستقیم سر و کار دارد؛ کشور مالدیو نیز به علت ارتفاع بسیار کم از سطح دریا مطمئناً با این مشکل روبه رو خواهد بود.